# للنفتشرأته (ويلز)
للنفتشرأته (ويلز) (بالإنجليزية: Llanfachraeth)‏ هي منطقة سكنية تقع في المملكة المتحدة في . يقدر عدد سكانها بـ 566 نسمة .